# Si Singamangaraja XII

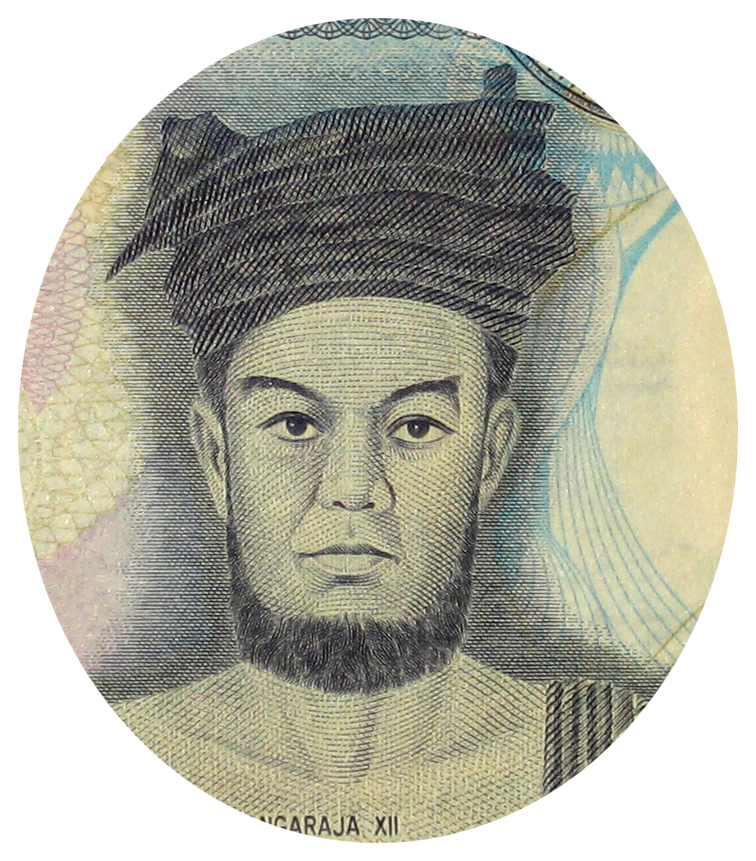
Si Singamangaraja XII, zoals afgebeeld op het Indonesische 1000 rupiah-biljet uit 1987

Si Singamangaraja XII (1849 - 17 juni 1907) was van 1875 tot zijn dood in 1907 de laatste "koning" van de Batak, een volk op het Indonesische eiland Sumatra. Hij sneuvelde bij zijn strijd tegen de Nederlandse kolonisatoren. Tegenwoordig wordt hij in Indonesië vereerd als "Held van de vrijheidsstrijd". De titel Singamangaraja betekent: "De grote Leeuwenkoning"; de eigenlijke naam van deze leider was: Ompu ("Heer") Pulo Batu.

## Status

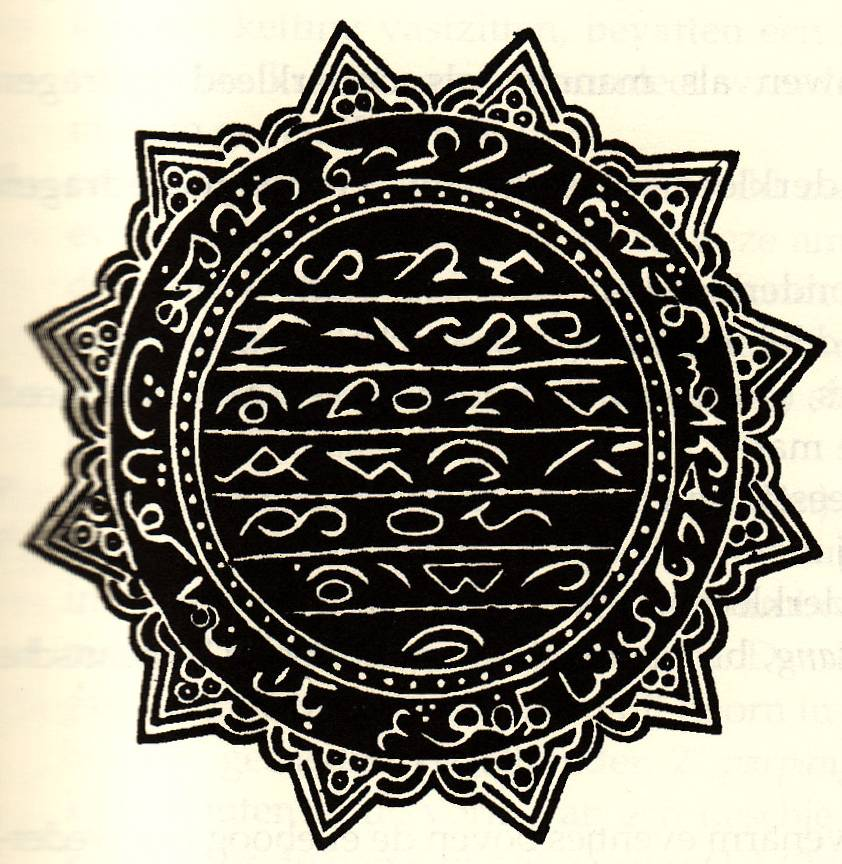
Het stempel van Si Sisingamangaraja XII. Uit: Kees Groeneboer, Een vorst onder de taalgeleerden, uitg. KITLV

Si Singamangaraja was een telg uit een Batakse priesterfamilie en de twaalfde en laatste Singamangaraja (hogepriester/spiritueel leider). Hij wordt ook wel aangeduid als "priester/koning" of "priester/vorst".
Si Singamangaraja XII was geen "koning" in de zuivere betekenis van het woord. De Bataks vormden ook niet één volk in de huidige zin; veeleer waren zij een groep van 140 verwante maar autonome stammen, die in het toen voor buitenstaanders nog weinig toegankelijke binnenland van Noord-Sumatra gevestigd waren. Als leidende geestelijke (en rechter) had Singamangaraja echter ook wereldlijke invloed, vergelijkbaar met die van een koning. Die invloed werd bevestigd door twee factoren: het conflict tussen de Bataks en de opdringende kolonisatoren, alsook de sterk islamitische overtuiging van Sisingamangaraja en zijn volgelingen, waarmee hij lijnrecht tegenover de Nederlandse kolonisatie en de westerse zending (vooral die van het in zijn gebied actieve Rijnlands Zendingsgenootschap) stond.
Si Singamangaraja was overigens niet vanaf zijn geboorte moslim geweest, maar had dat geloof aangenomen. Vanouds hingen de Bataks een natuurgeloof aan, en een Nederlands bestuursambtenaar heeft wel geopperd dat de nieuwe religie van de vorst niet heel diep ging.

### Opstand
In 1878 riep hij zichzelf uit tot heerser over de Bataks en bracht een groot leger op de been. De Nederlands-Indische overheid besloot daarop tot een expeditie, om ook de noordelijke Bataklanden onder rechtstreeks bestuur te brengen (voor de zuidelijke gold dat al). Dit leidde tot een reactie: de (noordelijke) Toba-Bataks kwamen in 1883 in opstand tegen de Nederlanders en tegen de (Duitse) Christelijke zending. Singamangaraja wist veel Batak-clans aan zich te binden, enerzijds door zijn overwicht als geestelijke, anderzijds doordat er nu een gemeenschappelijke vijand was, de kolonisatoren.
De opstand van 1883 had geen succes, maar verslagen was Singamangaradja al evenmin. Hij werd gedwongen te vluchten uit zijn thuisbasis Bakkara. Hij week uit naar de hogergelegen oerwouden van Dairi ten westen van het Tobameer, en leidde vandaaruit de guerrillaoorlog tegen de Nederlanders. In de jaren na 1883 zond hij brieven aan het Nederlandse gouvernement en aan missionaris Ingwer Ludwig Nommensen van de Duitse christelijke (Rijnse) zending. De brieven zijn geschreven in het schrift van de Batak en voorzien van indrukwekkende zegels, om zijn positie te onderstrepen. Veel van die brieven zijn bewaard gebleven. Hij groeide, doordat hij onzichtbaar bleef, uit tot een mythische figuur.
Inmiddels slaagde de Nederlandse kolonisator erin een nieuwe bestuursafdeling te stichten, "Toba en Silindoeng", die echter de dreiging van Sisingamangaraja bleef voelen.
In 1904 werd een KNIL-expeditie onder leiding van overste Van Daalen uitgevoerd op Sumatra. In juli 1904 trok Van Daalen de gebieden van Singamangaraja binnen, maar alle dorpen bleken verlaten. Hetzelfde gebeurde kapitein Hendrikus Colijn, de latere staatsman, in december van datzelfde jaar. Hij meldde aan zijn superieuren dat hij de sporen alleen kan volgen doordat een blinde en een halfblinde, blijkbaar achtergebleven, hem de weg wezen.

### Nederlaag
In 1907 werd diverse malen brand gesticht, en de Nederlanders gaven Sisingamangaraja de schuld.
Het werd tijd geacht voor een nieuwe expeditie, en daarmee werd kapitein Hans Christoffel belast: de priester/vorst moest worden gevonden, dood of levend. Een klopjacht in Taroetoeng, in april van dat jaar, was het gevolg; familieleden van de leider werden gevangengenomen, maar hijzelf ontkwam door een tip van rijstleveranciers tijdig.
Op 17 juni 1907 hadden Christoffels vier marechausseebrigades meer succes. Na een achtervolging van 20 uur werd Sisingamangaraja bij een ravijn ingehaald en schoten werden gewisseld, de oudste zonen van Singamangaraja sneuvelden, en Singamangaraja zelf werd ten slotte door een Ambonese marechaussee Johannes Rotikan doodgeschoten toen de vorst hem met een rentjong [steekwapen] probeerde aan te vallen. Volgens de oudste dochter van Si Singamangaraja die een aantal meters voor haar vader uitliep, probeerde haar vader zich over te geven en hoorde haar vader zeggen
‘Ahoe Si Singa Mangaraja’ (ik ben Si Singamangaraja). Kaptein Christoffel bracht de lichamen van Si Singamangaraja en zijn zoons naar de markt van Balige: zo kon de bevolking het bewijs worden geleverd dat hun leider dood was.

## Kolonisatie
De Bataklanden waren daarmee geheel in Nederlandse handen gekomen: met de dood van de Batakleider werd ook deze etnische bevolkingsgroep aan het Nederlands gezag over de Indonesische Archipel onderworpen, en het gebied werd met de westkust samengevoegd tot de residentie Tapanoelie. Daarbij was de inbezitneming van bijna de gehele kolonie een feit: vier jaar later, in 1911, was Riau het laatste deel van Indonesië dat zich gewonnen gaf.
Inmiddels had in 1908 een aangetrouwde neef van Si Sisingamangaraja de vrede met Nederland getekend. Deze Situmorang werd nu aangesteld tot hoofd van de Bataks. Hij kreeg op 74-jarige leeftijd een zoon, de later beroemde dichter Sitor Situmorang, die naar Nederland emigreerde. Toen in 2007 de honderdste sterfdag van de volksheld in Sumatra werd gevierd, voerde men daarbij een Opera Batak op, een Batakse opera. Sitor Situmorang was daarbij aanwezig.

## Eerbewijzen

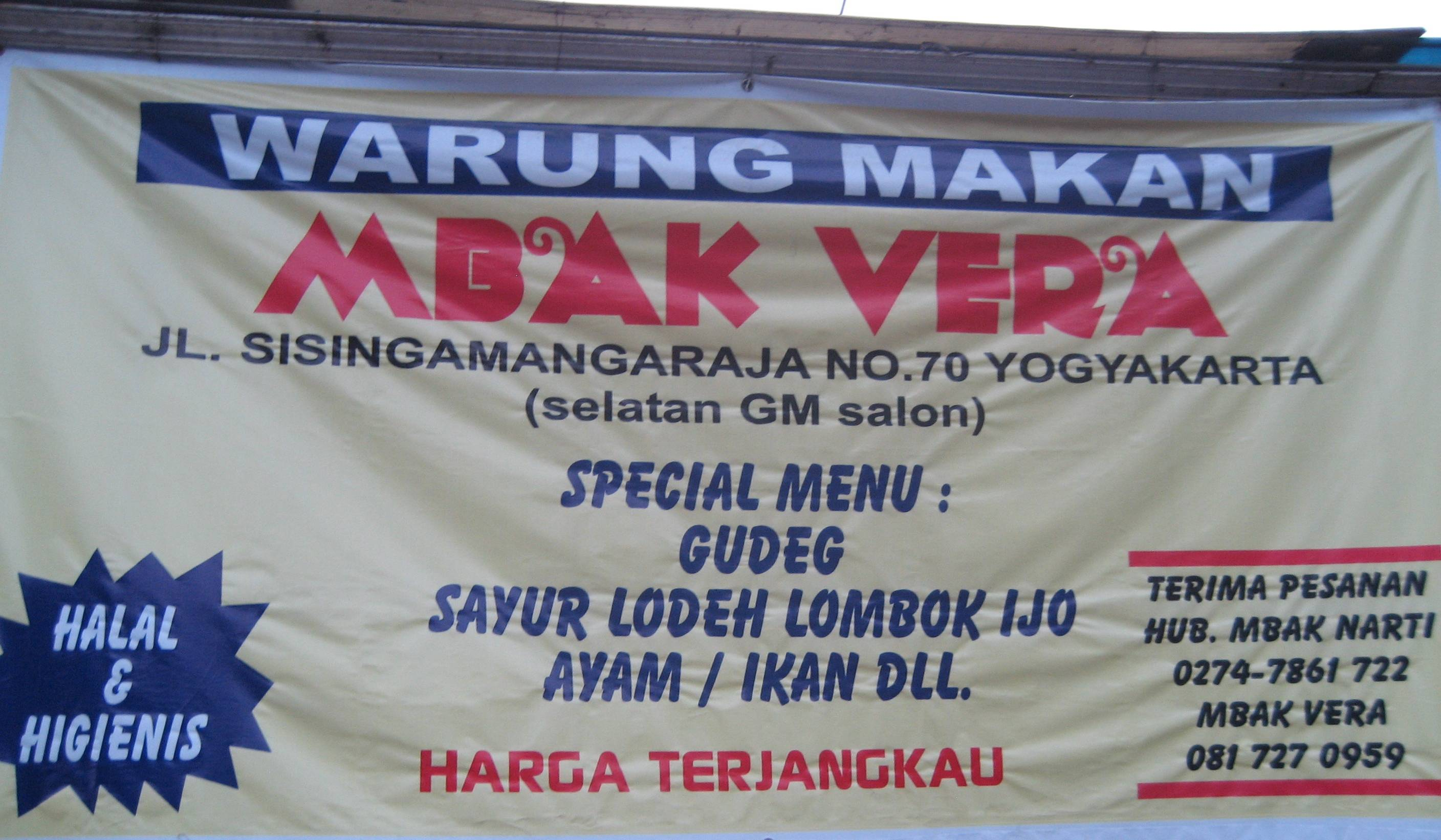
Jalan Sisingamangaraja, Jogjakarta. Een eethuisje prijst zich aan met een spandoek.

In 1961 kreeg Si Singamangaraja per presidentieel decreet (Keputusan Presiden) van de Indonesische president Soekarno de titel "Nationale held van Indonesië" (Gelar Pahlawan Nasional Indonesia). Tevens werd er in Medan een monument voor hem opgericht. Ook zijn er o.a. in Medan, Jakarta, Jogjakarta en Semarang straten naar hem vernoemd, en in Medan een universiteit.
In 1987 werd hij afgebeeld op het biljet van 1000 rupiah. Er bestond weliswaar geen foto van hem, maar toen hij na de Indonesische onafhankelijkheid de Batakse nationale held werd, voelde men behoefte een portret van hem te bezitten. Daartoe werd de striptekenaar Sibarani uitgenodigd, die te werk ging alsof hij een compositietekening moest maken: nabestaanden die Sisingamangaraja nog hadden gekend, ondervroeg hij, en zo kwam het portret tot stand.

## Verder lezen
- Harm Stevens et al., De laatste Batakkoning. Koloniale kroniek in documenten 1883-1911. Publicaties museum Bronbeek nr. 1, Arnhem: Museum Bronbeek, 2010.